# مپ‌آر
مپ‌آر (انگلیسی: MapR) شرکت نرم‌افزار آمریکایی است، که در سال ۲۰۰۹ تأسیس شد.